# Henri Brisson
Eugène Henri Brisson (31 de Julho de 1835, Bourges - 14 de Abril de 1912) foi um político francês. Ocupou o cargo de primeiro-ministro da França.

## Biografia
Ele nasceu em Bourges, e seguiu a profissão de advogado de seu pai. Tendo deixado sua marca na oposição durante os últimos dias do império, foi nomeado vice-prefeito de Paris após a derrubada do governo. Ele foi eleito para a Assembleia em 8 de fevereiro de 1871, como membro da extrema esquerda. Embora não aprovando a Comuna, ele foi o primeiro a propor a anistia para os condenados (em 13 de setembro de 1871), mas a proposta foi rejeitada. Ele apoiava fortemente a educação primária obrigatória e era firmemente anticlerical. Foi presidente da Câmara de 1881 - substituindo Léon Gambetta - até março de 1885, quando se tornou primeiro-ministro após a renúncia de Jules Ferry; mas ele renunciou quando, após as eleições gerais daquele ano, ele apenas obteve a maioria para o voto de crédito para a expedição de Tongking. 
Ele permaneceu conspícuo como um homem público, teve um papel proeminente na exposição dos escândalo do canal do Panamá (caso de corrupção que eclodiu na Terceira República Francesa em 1892, vinculado à tentativa fracassada de uma empresa francesa de construir um canal no Panamá), foi um poderoso candidato à presidência após o assassinato do presidente Carnot em 1894 e foi novamente presidente da Câmara de dezembro de 1894 a 1898. Em junho de no último ano, ele formou um gabinete quando o país ficou violentamente agitado com o caso Dreyfus; sua firmeza e honestidade aumentaram o respeito popular por ele, mas uma votação casual sobre um assunto de especial entusiasmo derrubou seu ministério em outubro. Como um líder dos radicais, ele apoiou ativamente os ministérios de Waldeck-Rousseau e Combes, especialmente no que diz respeito às leis sobre as ordens religiosas e a separação entre Igreja e Estado. Em 1895 foi candidato à presidência, mas perdeu para Félix Faure. Em maio de 1906, foi eleito presidente da Câmara dos Deputados por 500 dos 581 votos.

## Primeiro Ministério de Brisson, 6 de abril de 1885 - 7 de janeiro de 1886
Ver Gabinete Brisson I
- Henri Brisson - Presidente do Conselho e Ministro da Justiça
- Charles de Freycinet - Ministro das Relações Exteriores
- Jean-Baptiste Campenon - Ministro da Guerra
- François Allain-Targé - Ministro do Interior
- Jean Clamageran - Ministro das Finanças
- Charles Eugène Galiber - Ministro da Marinha e das Colônias
- René Cálice - Ministro da Instrução Pública, Belas Artes e Culto
- Hervé Mangon - Ministro da Agricultura
- Sadi Carnot - Ministro das Obras Públicas
- Ferdinand Sarrien - Ministro dos Correios e Telégrafos
- Pierre Legrand - Ministro do Comércio

Alterações
- 16 de abril de 1885 - Sadi Carnot sucede Clamageran como Ministro das Finanças. Charles Demôle sucede a Carnot como Ministro das Obras Públicas.
- 9 de novembro de 1885 - Pierre Gomot sucede Mangon como Ministro da Agricultura. Lucien Dautresme sucede Legrand como Ministro do Comércio.

## Segundo Ministério de Brisson, 28 de junho - 1 de novembro de 1898
Ver Gabinete Brisson II
- Henri Brisson - Presidente do Conselho e Ministro do Interior
- Théophile Delcassé - Ministro das Relações Exteriores
- Godefroy Cavaignac - Ministro da Guerra
- Paul Peytral - Ministro da Fazenda
- Ferdinand Sarrien - Ministro da Justiça e Adoração
- Édouard Locroy - Ministro da Marinha
- Léon Bourgeois - Ministro da Instrução Pública e Belas Artes
- Albert Viger - Ministro da Agricultura
- Georges Trouillot - Ministro das Colônias
- Louis Tillaye - Ministro das Obras Públicas
- Émile Maruéjouls - Ministro do Comércio, Indústria, Correios e Telégrafos

Alterações
- 5 de setembro de 1898 - Émile Zurlinden sucede Cavaignac como Ministro da Guerra
- 17 de setembro de 1898 - Charles Chanoine sucede Zurlinden como Ministro da Guerra. Jules Godin sucede Tillaye como Ministro de Obras Públicas.
- 25 de outubro de 1898 - Édouard Locroy sucede Chanoine como Ministro da Guerra interino, permanecendo também Ministro da Marinha.